# SNX5
SNX5‏ (Sorting nexin 5) هوَ بروتين يُشَفر بواسطة جين SNX5 في الإنسان.